# Poppy 2A
Poppy 2A (wysłany pod nazwą Solrad 6, ang. Solar Radiation 6 – „promieniowanie słoneczne”) – amerykański satelita wywiadu elektronicznego serii Poppy. Miał na pokładzie instrumenty do badania promieniowania słonecznego i taki też podawano oficjalnie cel jego misji. Jego głównym zadaniem było zbieranie danych o parametrach pracy radzieckich radarów obrony powietrznej i antybalistycznej. Prawdziwy, wywiadowczy charakter misji pozostawał utajniony do 2005 roku.
Satelita został zbudowany przez Naval Research Laboratory (NRL). Należał do drugiej generacji satelitów Poppy. Jego średnica wynosiła 61 cm, a długość 81 cm. Na kadłubie satelity było umieszczonych 8 okrągłych paneli ogniw słonecznych.
Z powodu awarii członu Agena D satelita wszedł na eliptyczną orbitę o krótkiej żywotności. Spłonął przy ponownym wejściu w atmosferę 1 sierpnia 1963.